# Union de Radioaficionados de Vizcaya

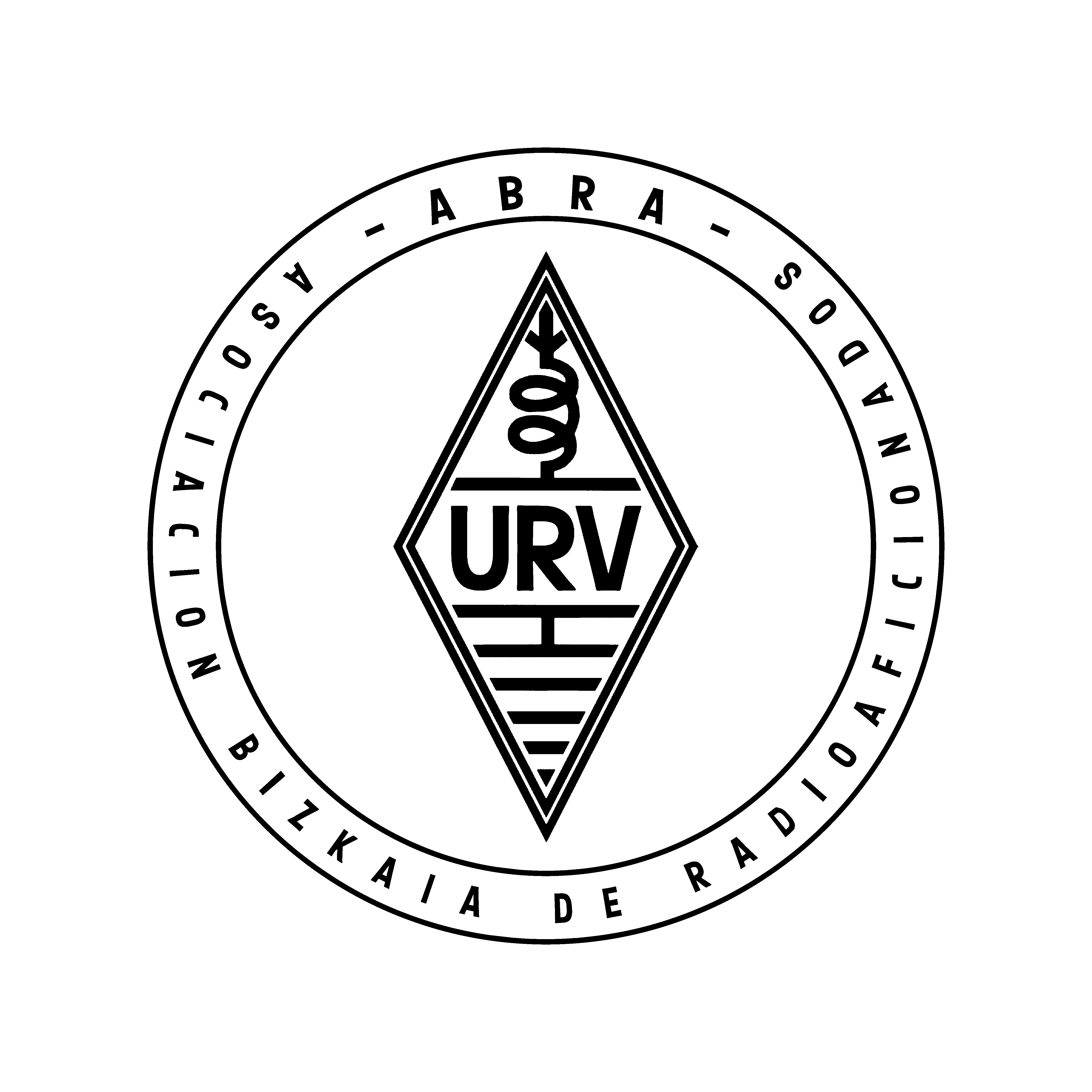
Logotipo de Unión de Radioaficionados de Vizcaya URV-ABRA

Asociación sin ánimo de lucro constituida en la localidad de Baracaldo el 29 de abril de 1982 con el fin de fomentar la radioafición en la provincia de Vizcaya. Es la delegación territorial de la Unión de Radioaficionados Españoles URE que a su vez forma parte de la International Amateur Radio Union IARU

## Instalaciones
La Unión de Radioaficionados de Vizcaya - Asociación Bizkaia de Radioaficionados URV-ABRA cuenta con instalaciones propias en los montes: Oiz, La Garbea y Arnotegi. Allí están instalados varios repetidores analógicos y digitales que dan cobertura a todos los radioaficionados de Vizcaya y provincias limítrofes.

## Indicativo
Dispone del indicativo de llamada EA2URV por el que se la reconoce en todo el mundo, y también EA2BI que, por ser más corto, se utiliza en concursos.

## Sitio Web
Está presente en Internet, en www.radioaficionadosbizkaia.com o www.ea2urv.com

## Sede Social
La sede se encuentra en el barrio de Llano en Baracaldo (Calle Pío Baroja 7, antiguas escuelas infantiles) estando abierta al público todos los viernes de 19 a 21 horas (excepto festivo o víspera de festivo, en su web hay más información).

## Sitios externos de interés
- Sitio web de la Unión de Radioaficionados de Vizcaya (URV)
- Sitio web de la Unión de Radioaficionados Españoles (URE)

- Datos: Q11044945